# آناستازیا، آلبرتا
آناستازیا، آلبرتا (به انگلیسی: Anastasia, Alberta) یک منطقهٔ مسکونی در کانادا است که در آلبرتا واقع شده‌است.